# 日本乳業技術協会
公益財団法人日本乳業技術協会（にほんにゅうぎょうぎじゅつきょうかい）は、牛乳乳製品の試験検査、調査研究、検査技術研修会の開催、外部精度管理調査（技能試験）などを行う公益財団法人。

## 沿革
- 1950年 - 財団法人日本乳製品技術協会 設立許可
- 1957年 - 財団法人日本乳業技術協会に名称変更
- 1968年 - 全国飲用牛乳公正取引協議会検査機関
- 1975年 - 全国集乳路線別生乳成分調査開始
- 1982年 - 食品衛生法に基づく指定検査機関 指定
- 1999年 - 食品の製造過程の管理の高度化に関する臨時措置法に基づく指定認定機関 指定
- 2004年 - 食品衛生法に基づく登録検査機関（指定検査機関制度は廃止）
- 2012年 - ISO/IEC 17025 認定
- 2013年 - 公益財団法人日本乳業技術協会 認可

## 関連事項
- Jミルク
- 日本乳業協会
- 中央酪農会議
- 全国飲用牛乳公正取引協議会
- 日本アイスクリーム協会
- 全国農協乳業協会